# Coreia do Norte nos Jogos Olímpicos de Inverno de 2018
A Coreia do Norte participou dos Jogos Olímpicos de Inverno de 2018, realizados na cidade de Pyeongchang, na Coreia do Sul.
O país fez sua nona aparição em Olimpíadas de Inverno, sendo a última nos Jogos de 2010, em Vancouver. Originalmente apenas dois patinadores artísticos obtiveram qualificação para disputar os Jogos, mas após negociações com a Coreia do Sul e a aprovação do Comitê Olímpico Internacional, outros atletas puderam ser adicionados após o período de inscrições. A delegação foi composta de dez atletas que competiram em quatro modalidades esportivas, além de doze jogadoras de hóquei no gelo adicionais que participaram no torneio feminino em uma equipe unificada com a Coreia do Sul.

## Desempenho

### Esqui alpino
Feminino
| Atleta         | Evento         | Descida 1 | Descida 2 | Total   | Pos. |
| -------------- | -------------- | --------- | --------- | ------- | ---- |
| Kim Ryon-hyang | Slalom         | 1:18.17   | 1:19.81   | 2:37.98 | 54º  |
| Kim Ryon-hyang | Slalom gigante | 1:40.22   | DSQ       | DNF     | DNF  |

Masculino
| Atleta           | Evento         | Descida 1 | Descida 2 | Total   | Pos. |
| ---------------- | -------------- | --------- | --------- | ------- | ---- |
| Choe Myong-gwang | Slalom         | 1:09.42   | 1:13.39   | 2:22.81 | 43º  |
| Choe Myong-gwang | Slalom gigante | 1:38.67   | 1:33.34   | 3:12.01 | 75º  |
| Kang Song-il     | Slalom         | 1:11.43   | DNF       | DNF     | DNF  |
| Kang Song-il     | Slalom gigante | 1:32.03   | 1:29.99   | 3:02.02 | 74º  |

### Esqui cross-country
Feminino
| Atleta      | Evento      | Final   | Final |
| Atleta      | Evento      | Tempo   | Pos.  |
| ----------- | ----------- | ------- | ----- |
| Ri Yong-gum | 10 km livre | 36:40.4 | 89º   |

Masculino
| Atleta         | Evento      | Final   | Final |
| Atleta         | Evento      | Tempo   | Pos.  |
| -------------- | ----------- | ------- | ----- |
| Han Chun-gyong | 15 km livre | 42:29.2 | 101º  |
| Pak Il-chol    | 15 km livre | 43:43.4 | 107º  |

### Hóquei no gelo
Após um acordo especial entre o Comitê Olímpico Internacional e a Federação Internacional de Hóquei no Gelo, doze jogadoras norte-coreanas se juntaram à equipe da Coreia do Sul, previamente classificada por ser o país sede, para formar uma equipe unificada composta de 35 jogadoras no total.

### Patinação artística
| Atleta                 | Evento | Programa curto | Programa curto | Programa livre | Programa livre | Total  | Total |
| Atleta                 | Evento | Pontos         | Pos.           | Pontos         | Pos.           | Pontos | Pos.  |
| ---------------------- | ------ | -------------- | -------------- | -------------- | -------------- | ------ | ----- |
| Ryom Tae-ok Kim Ju-sik | Duplas | 69.40          | 11º            | 124.23         | 12º            | 193.63 | 13º   |

### Patinação de velocidade em pista curta
Masculino
| Atleta         | Evento      | Preliminar | Preliminar | Quartas     | Quartas     | Semifinal   | Semifinal   | Final       | Final       |
| Atleta         | Evento      | Tempo      | Pos.       | Tempo       | Pos.        | Tempo       | Pos.        | Tempo       | Pos.        |
| -------------- | ----------- | ---------- | ---------- | ----------- | ----------- | ----------- | ----------- | ----------- | ----------- |
| Choe Un-song   | 1500 metros | 2:18.213   | 6º         |             |             | Não avançou | Não avançou | Não avançou | Não avançou |
| Jong Kwang-bom | 500 metros  | PEN        | PEN        | Não avançou | Não avançou | Não avançou | Não avançou | Não avançou | Não avançou |

Legenda
| Recorde mundial      | Recorde mundial (World record)               |                       | Recorde africano                      | Recorde africano (African) |                                           | Q | Classificado por posição (Qualified) |
| Recorde olímpico     | Recorde olímpico (Olympic record)            | Recorde da América    | Recorde da América (Americas)         | q                          | Classificado por melhor tempo (Qualified) |   |                                      |
| Melhor marca do ano  | Melhor marca do ano (World leading)          | Recorde asiático      | Recorde asiático (Asian)              | DNS                        | Não largou (Did not start)                |   |                                      |
| Recorde nacional     | Recorde nacional (National record)           | Recorde europeu       | Recorde europeu (European)            | DNF                        | Não terminou (Did not finish)             |   |                                      |
| Recorde pessoal      | Recorde pessoal do atleta (Personal best)    | Recorde da Oceania    | Recorde da Oceania (Oceania)          | DSQ / DQ                   | Desclassificado (Disqualified)            |   |                                      |
| Recorde da temporada | Recorde da temporada do atleta (Season best) | Recorde sul-americano | Recorde sul-americano (South America) | NM                         | Sem marca (No mark)                       |   |                                      |

### Patinação de velocidade
| Recorde de pista | Recorde da pista (Track record)               |  |  |
| QA               | Classificado para a final A                   |  |  |
| QB               | Classificado para a final B                   |  |  |
| ADV              | Classificado após decisão arbitral (Advanced) |  |  |
| PEN              | Pênalti                                       |  |  |
| YC               | Cartão amarelo (Yellow Card)                  |  |  |